# P. V. Narasimha Rao

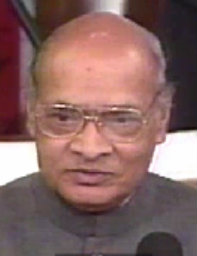
Prim-ministrul Indiei, Pamulaparthi Venkata Narasimha Rao.

Pamulaparthi Venkata Narasimha Rao (în limba hindi नरसिंह राव) (n. 28 iunie 1921, Karimnagar, India - d. 23 decembrie 2004, Delhi, India) a fost un prim-ministru al Indiei în perioada 21 iunie 1991 - 16 mai 1996.
1. 1 2  Pī. Vī. Narasiṃharāva, Autoritatea BnF
2. 1 2  Rao Narasimha, Hrvatska enciklopedija[*]
3. 1 2  P.V. Narasimha Rao, Encyclopædia Britannica Online, accesat în 9 octombrie 2017
4. 1 2  Pamulaparti Venkata Narasimha Rao, Brockhaus Enzyklopädie, accesat în 9 octombrie 2017
5. ↑  „P. V. Narasimha Rao”, Gemeinsame Normdatei, accesat în 27 aprilie 2014
6. ↑  Pamulaparti Venkata Narasimha Rao, Munzinger Personen, accesat în 9 octombrie 2017
7. ↑  Czech National Authority Database, accesat în 1 martie 2022